# 피크민 블룸
《피크민 블룸》(영어: pikmin bloom)은 나이앤틱과 닌텐도가 개발 한 피크민 시리즈의 위치기반 증강현실 모바일 게임이다. 전 세계 출시는 2021년 10월 말에 시작되었다. ‘피크민 블룸’은 나이언틱과 닌텐도의 두 번째 협업 작품이다.

## 게임 플레이

### 피크민
피크민이란 식물처럼 생긴 작은 생명체로, 맨눈으로 확인할 수는 없지만 피크민 블룸을 통해 피크민을 보고 교류할 수 있다.

### 플레이
피크민 블룸에서는 피크민과 함께 지나다니는 길에 꽃이 피어난다. 피크민은 일종의 묘목이자 모종이다. 피크민을 발아시켜 뽑을 수 있고, 피크민에게서 피어난 꽃을 수집할 수도 있다. 포켓몬 GO에서 일정 거리를 걸어야 포켓몬 알을 부화시킬 수 있듯이, 일정 걸음을 채우면 꽃이 피어나고 수집할 수 있게 된다. 무슨 꽃을 틔우고 내가 어디로 다녔는지 하루하루를 기록하는 게임이기도 하다. 피크민은 방문한 장소에서 엽서를 가져올 수도 있고, 이 엽서는 저장하거나 앱에서 친구에게 보낼 수도 있다. 나이앤틱은 “이용자가 걸을 때마다 길목에서 피크민 모종을 발견할 수 있게 되며 모종이 자라난 후 피크민을 뽑을 수 있다”라며 “더 많이 걸을 수록 더 많은 피크민 대열로 성장시킬 수 있다”라고 설명했다.
게임의 기본적인 구성은 포켓몬 GO와 유사하다. 포켓몬 GO가 일종의 수집형 게임(역할 수행 게임)이라면, 피크민 블룸은 방치형 게임에 가깝다.
플레이어는 가상의 피크민으로 실제 사진을 찍을 수 있다. 피크민 블룸은 애플헬스, 구글핏과 연동해 걸음 수를 세지만 스마트워치 연결은 되지 않는다.

## 개발과 출시

### 개발

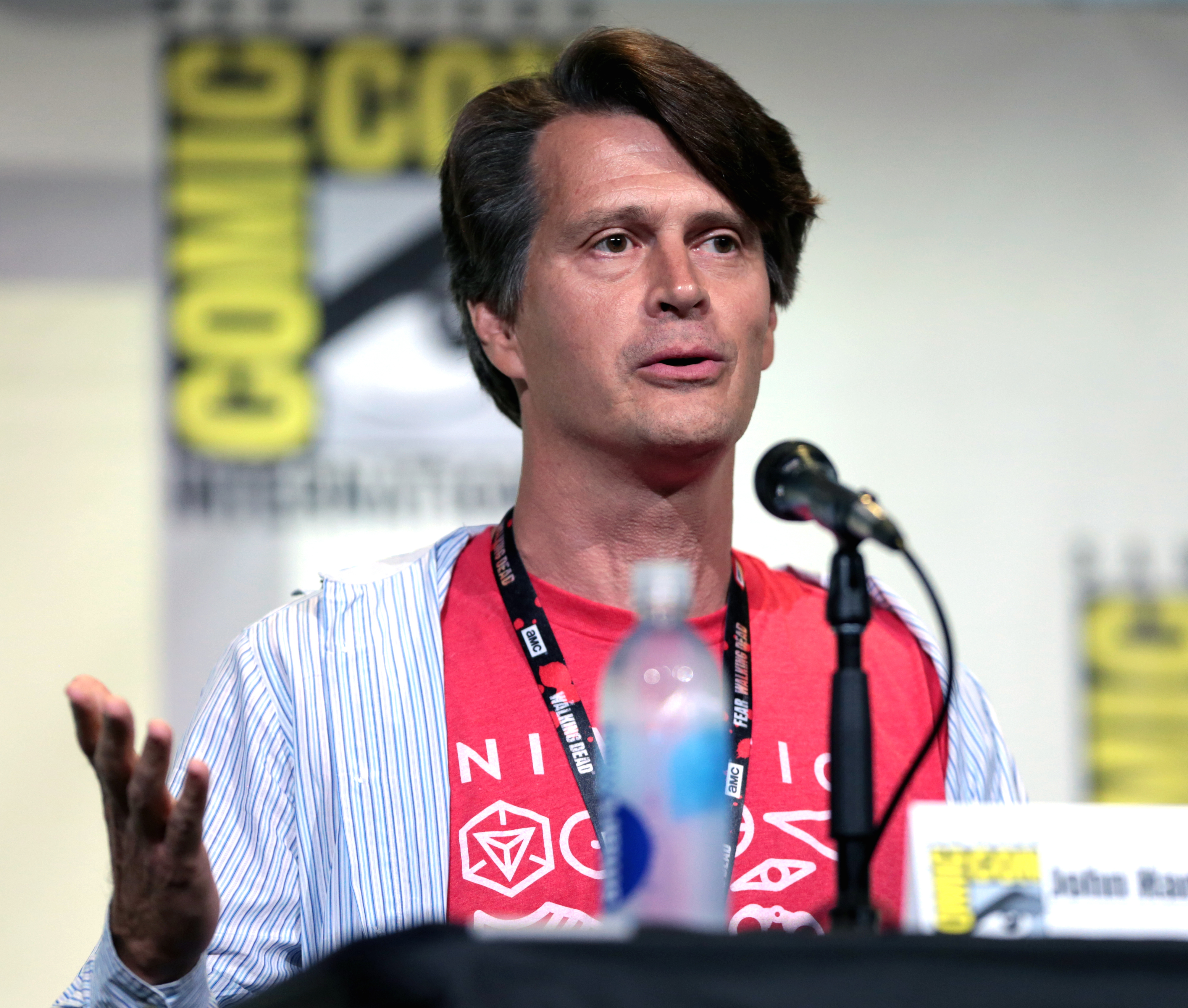
나이앤틱의 창시자 존 행키

나이앤틱은 이전에 포켓몬 GO때 닌텐도와 협업한 적이 있었다. 그 후 닌텐도로부터 라이선스 하에 피크민 블룸을 개발했다.

### 출시
피크민 블룸은 2021년에 처음 발표되었다. 출시는 2021년 10월 27일 호주와 싱가포르, 10월 28일 북미와 남미, 11월 1일 일본, 마지막으로 11월 2일까지 전세계에 출시되었다. 피크민 블룸은 2021년 11월 2일 국내 시장에 정식으로 출시했다.

## 평가
초기 비평가들은 피크민 블룸을 매일의 걸음을 변환하는 피트니스 앱과 유사하게 게임화된 피트니스 어플에 비유했다.
게임 출시 당시 안드로이드 11이나 12를 사용하는 일부 안드로이드 사용자들은 SMS 메시지의 알림이 지연 된다고 알렸다. 메시지 알림 지연에 대한 문제는 베타 테스트 중에 보고되었다. 나이앤틱은 11월 5일 이 문제를 인정하고 지연된 알림을 최소화하는 두 가지 업데이트를 발표했다.

## 이벤트

### 커뮤니티 데이
'피크민 블룸'에서는 매달 커뮤니티 데이를 개최한다.
1회 커뮤니티 데이는 2021년 11월 13일에 열렸다. 커뮤니티 데이는 오전 9시부터 오후 6시까지 진행되었으며, 이번 커뮤니티 데이에서는 화분 속의 모종이 평소보다 1.5배 빠른 속도로 자라며 과일은 2배 분량의 정수를 제공했다. 또, 10000걸음 이상 걷게 되면 '커뮤니티 데이 참가자' 배지가 주어진다.
2회 커뮤니티는 12월 18일에 진행되었다. 크리스마스 시즌과 잘 어울리는 꽃 포인세티아가 게임에 등장했다.

## 같이 보기
- 포켓몬 GO
- 인그레스

## 공식 웹사이트
- 피크민 블룸  - 공식 웹사이트
- 피크민 블룸 공식 유튜브 채널